# Московское торгово-строительное акционерное общество
Московское торгово-строительное акционерное общество — одно из крупнейших домостроительных предприятий Российской Империи начала XX века, сыграло заметную роль в истории московского модерна. Обществом построены московские особняки и доходные дома по проектам Л. Н. Кекушева, В. Ф. Валькота, И. А. Фомина, Г. А. Гельриха и других архитекторов. Большинство построек в настоящее время отнесены к категории объектов культурного наследия России.

## История

Яков Рекк.
Фотография начала XX в.

Московское торгово-строительное акционерное общество основано в Москве предпринимателем и банкиром Я. А. Рекком и почётным гражданином Курска И. И. Зейфертом в 1899 году. Директором Общества стал Яков Рекк, в Правление кроме него вошли И. И. Зейферт и А. К. Лютер. Торгово-строительное акционерное общество стало вторым по времени основания московским домостроительным обществом после созданного за год до этого Северного домостроительного общества во главе С. И. Мамонтовым. По мнению исследователя московской архитектуры М. В. Нащокиной, «Яков Рекк понял возможные выгоды от реализации идеи С. И. Мамонтова и прагматично решил включить строительство богатых особняков в круг своего бизнеса».
В рекламном объявлении нового общества говорилось, что оно создано для «производства всякого рода построек — доходных домов, особняков, фабрик и заводов; торгует местными и заграничными строительными материалами, устраивает канализацию, водопроводы». Яков Рекк пригласил возглавить архитектурную контору вновь созданного общества Фёдора Шехтеля, после его отказа — Сергея Шервуда; однако последний в том же году скончался и архитектурную контору возглавил Лев Кекушев. Кекушев ранее состоял главным архитектором Северного домостроительного общества, много строил по заказам Мамонтова, в том числе участвовал в проектировании перестраиваемой Обществом гостиницы «Метрополь».
Одной из задач, поставленной Рекком перед Московским торгово-строительным обществом, стала ориентация на новейшие достижения западной культуры и техники: «надо Москву украсить стильными домами, которые, имея технические удобства западноевропейских городских строений, в то же время не убивали бы национального колорита Москвы». Большинство построек Общества были выдержаны в модных в то время формах европейского Ар Нуво. Один из обозревателей начала XX века свидетельствовал, что у москвичей этот стиль получил наименование «рекковского». Общество выкупало в центре Москвы пустующие территории или обветшалые усадьбы, делило владения на участки и возводило постройки «под ключ». По заказам Торгово-строительного общества кроме Л. Н. Кекушева проектировали В. Ф. Валькот, И. А. Фомин, Г. А. Гельрих и другие архитекторы. Зачастую здания продавались не сразу и на протяжении ряда лет после постройки продолжали принадлежать самому Обществу, либо его директору Я. А. Рекку. В середине 1900-х годов Я. А. Рекка на посту главы Общества сменил петербургский предприниматель И. П. Исаков. Общество было ликвидировано в 1914 году.
Контора Общества размещалась в собственном доме на углу Милютинского и Сретенского переулков.

## Проекты и постройки
- Доходный дом Московского торгово-строительного акционерного общества, архитектор С. В. Шервуд (1899—1900, Милютинский переулок, 13)[7];
- Особняк М. Ф. Якунчиковой, архитектор В. Ф. Валькот (1899—1900, Москва, Пречистенский переулок, 10);
- Доходный дом Московского Торгово-строительного акционерного общества, архитекторы В. Ф. Валькот и И. Г. Кондратенко (1900—1903, Мясницкий проезд, 4/3)[8];
- Особняк В. И. Рекк, архитектор И. А. Фомин (1900, Москва, Скатертный переулок, 20);
- Особняк Я. А. Рекка (С. Д. Красильщиковой), архитектор Г. А. Гельрих (1901—1903, Москва, Большая Никитская улица, 56);
- Особняк К. А. Гутхейля, архитектор В. Ф. Валькот (1902—1903, Москва, Пречистенский переулок, 8, стр. 1, 2);
- Особняк И. А. Миндовского, архитектор Л. Н. Кекушев (1903—1904, Москва, Поварская улица, 44/2);
- Особняк М. Г. Понизовского, архитектор Л. Н. Кекушев (1903—1904, Москва, Поварская улица, 42/1);
- Доходный дом И. П. Исакова, архитектор Л. Н. Кекушев (1904—1906, Москва, Пречистенка, 28);
- Особняк М. В. Асеева, архитектор Л. Н. Кекушев (1905, Тамбов, Коммунальная улица, 21)[9];
- Особняк Н. И. Миндовского, архитектор Н. Г. Лазарев (1906, Москва, Пречистенский переулок, 6);
- Жилой дом Московского торгово-промышленного общества, архитектор Л. Н. Кекушев (1912, Москва, 2-я Миусская улица), не осуществлён.

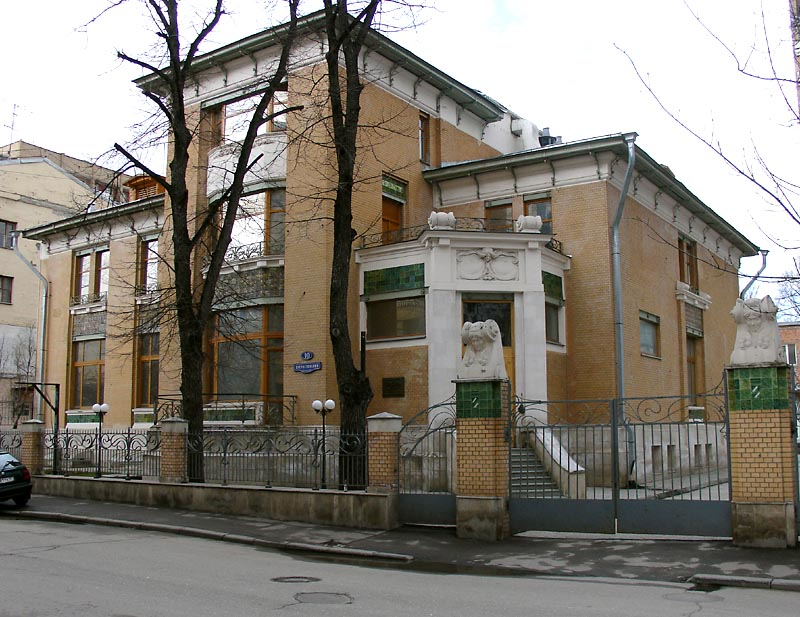
Особняк М. Ф. Якунчиковой
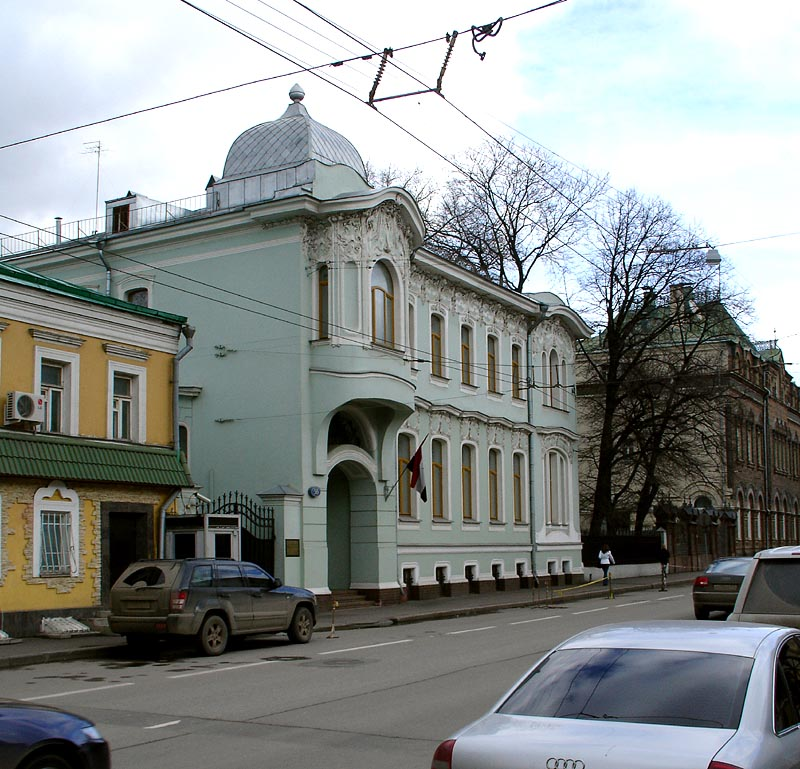
Особняк Я. А. Рекка (С. Д. Красильщиковой)
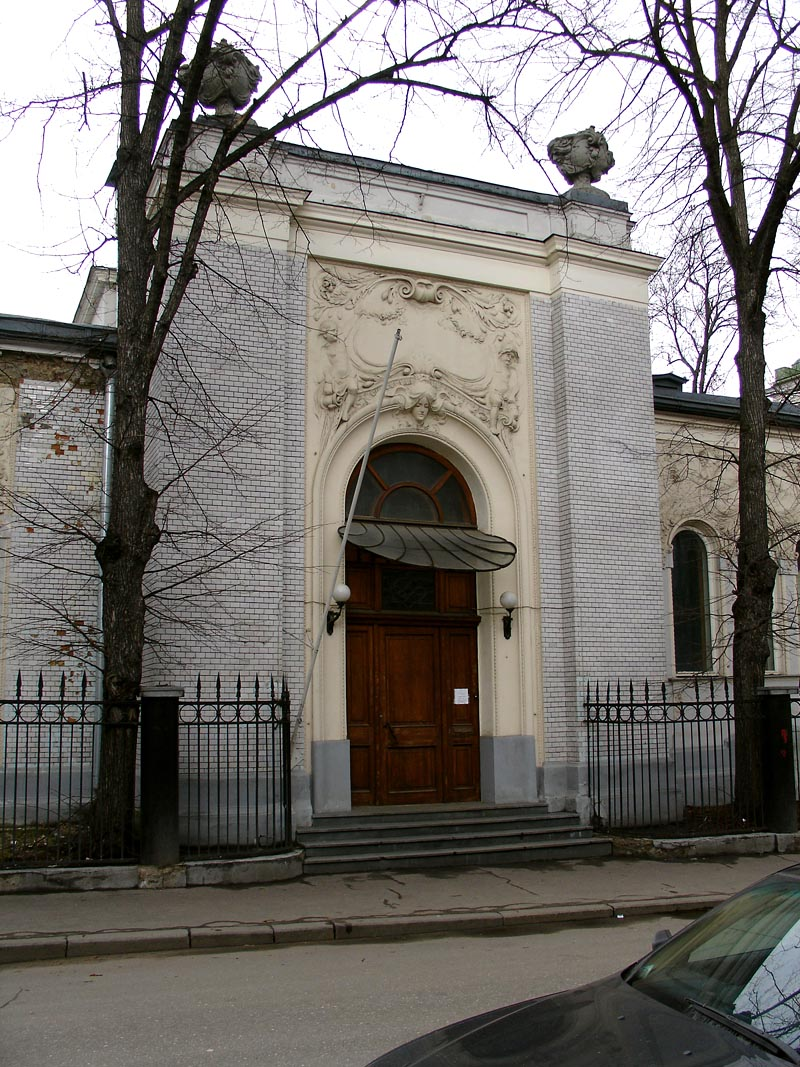
Особняк К. А. Гутхейля
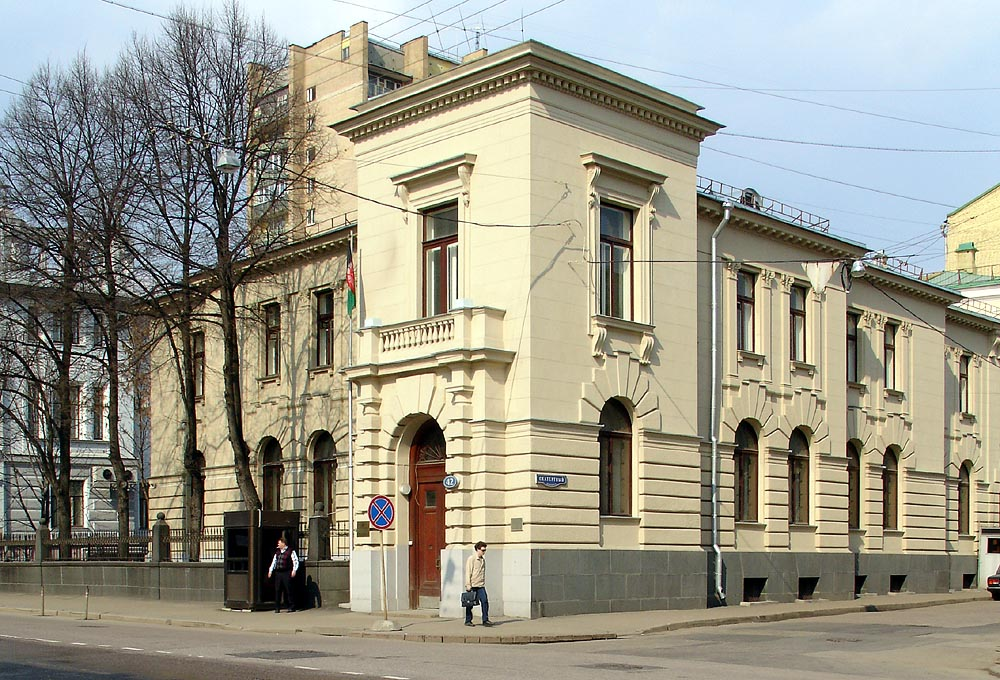
Особняк М. Г. Понизовского
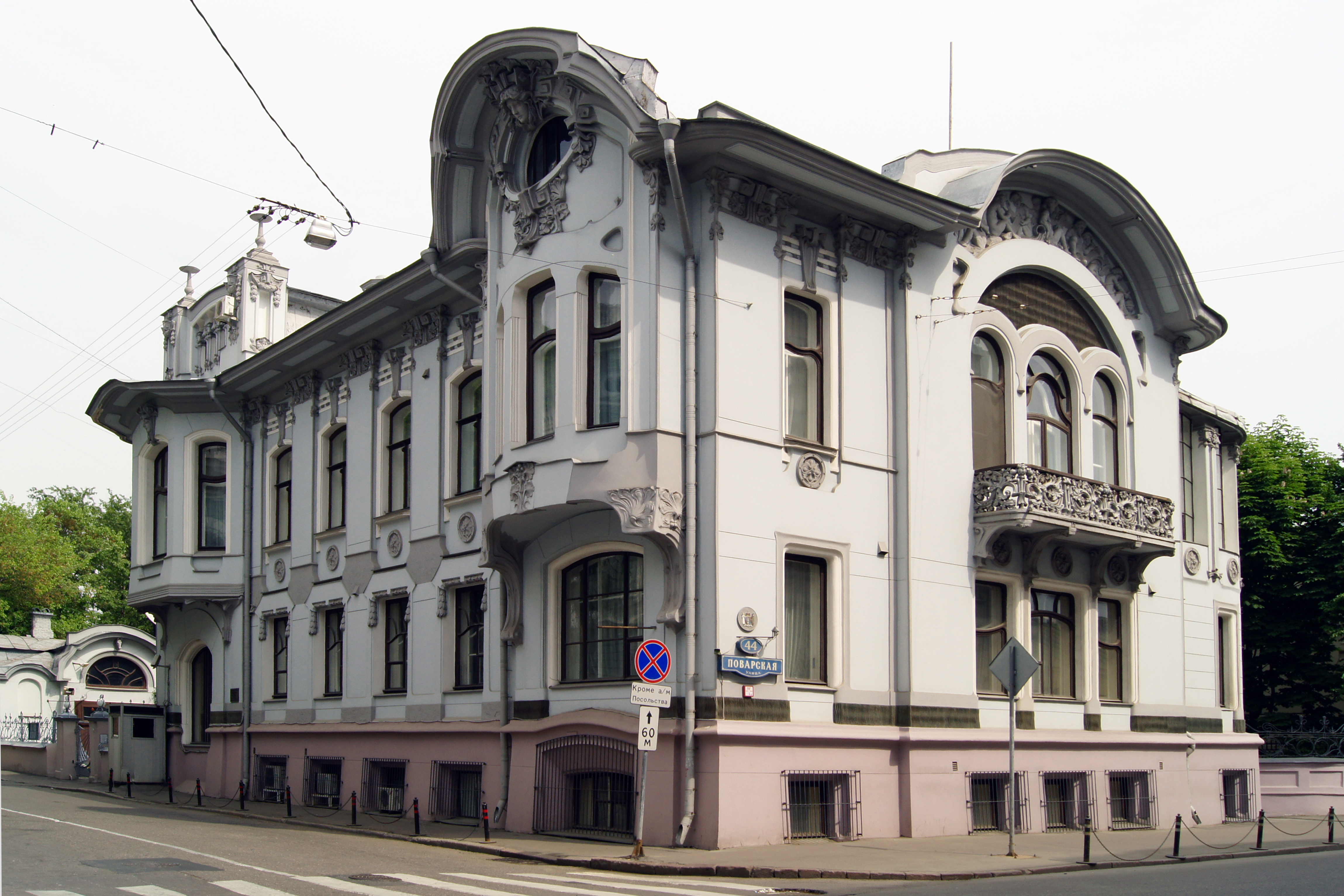
Особняк И. А. Миндовского
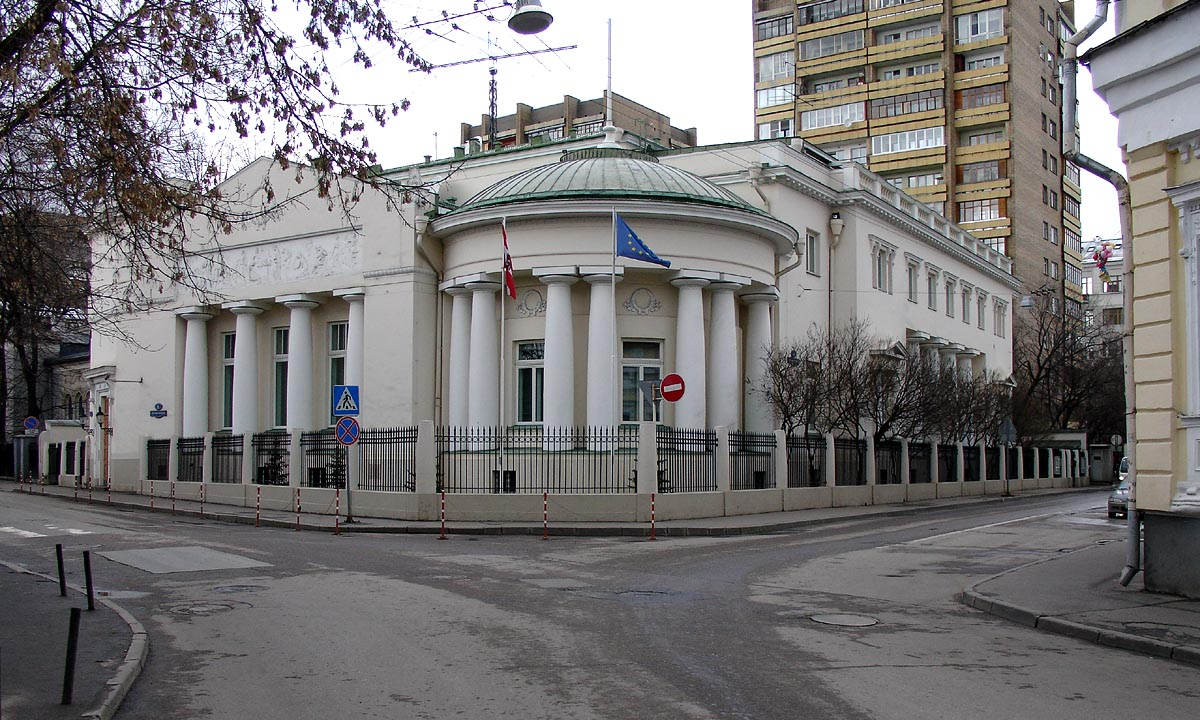
Дом Н. И. Миндовского
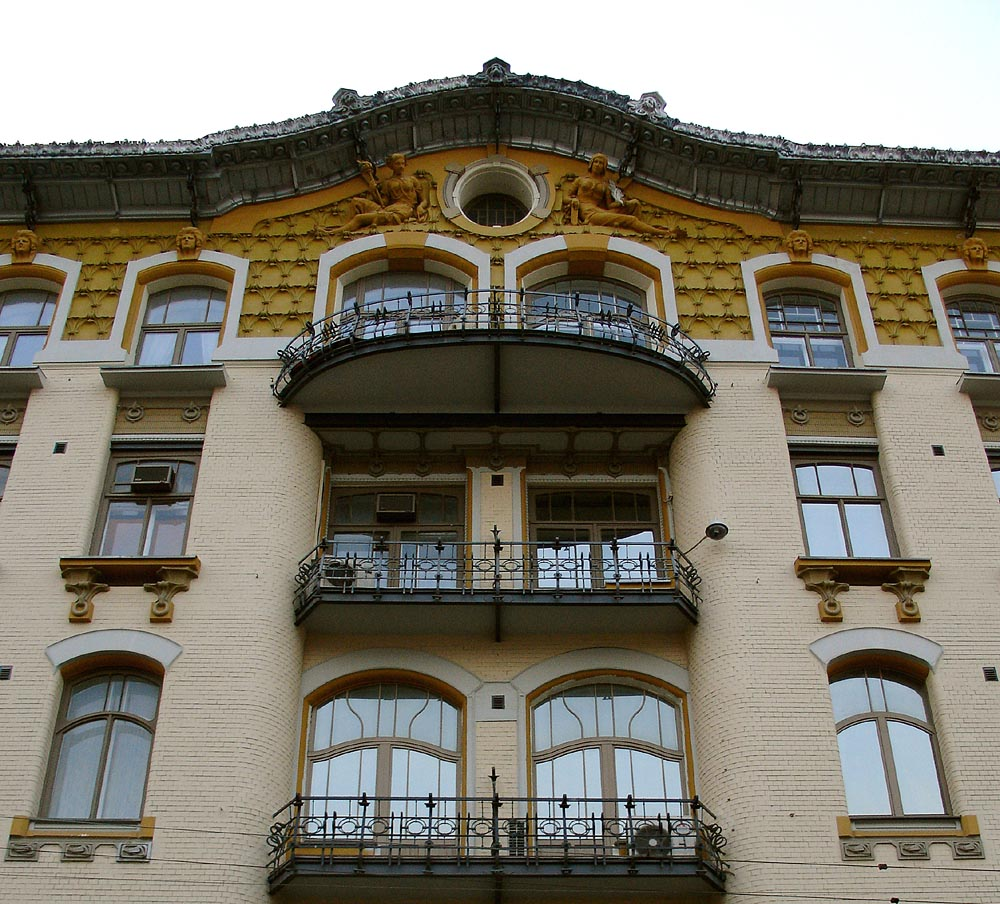
Доходный дом И. П. Исакова (фрагмент)

### Комментарии
1. ↑  После ареста С. И. Мамонтова Я. А. Рекк перекупил Северное домостроительное общество[2].